# Station Gliwice Trynek
Station Gliwice Trynek is een spoorwegstation in de Poolse plaats Gliwice.